# Municipio de Schuylkill (condado de Schuylkill)
El municipio de Schuylkill (en inglés: Schuylkill Township) es un municipio ubicado en el condado de Schuylkill en el estado estadounidense de Pensilvania. En el año 2000 tenía una población de 1.123 habitantes y una densidad poblacional de 44 personas por km².

## Geografía
El municipio de Schuylkill se encuentra ubicado en las coordenadas 40°47′30″N 75°59′58″O / 40.79167, -75.99944.

## Demografía
Según la Oficina del Censo en 2000 los ingresos medios por hogar en la localidad eran de $32,098 y los ingresos medios por familia eran $38,182. Los hombres tenían unos ingresos medios de $35,417 frente a los $21,250 para las mujeres. La renta per cápita para la localidad era de $16,452. Alrededor del 6,6% de la población estaban por debajo del umbral de pobreza.